# 抱头毛白杨
抱头毛白杨（学名：Populus tomentosa var. fastigiata）为杨柳科杨属下的一个变种。

## 扩展阅读
- 維基物種上的相關：抱头毛白杨